# Sipyloidea bistriolata
Sipyloidea bistriolata är en insektsart som beskrevs av Ludwig Redtenbacher 1908. Sipyloidea bistriolata ingår i släktet Sipyloidea och familjen Diapheromeridae. Inga underarter finns listade i Catalogue of Life.